# Kotondo Torii
Kotondo Torii (鳥居 言人, Torii Kotondo), parfois Torii Kiyotada V (五代目 鳥居 清忠), est un dessinateur d'estampes japonais du mouvement shin-hanga et de l'école Torii né le 21 novembre 1900 et mort le 13 juillet 1976.

## Biographie
Kotondo nait à Tokyo, dans le quartier de Nihonbashi, sous le nom de Akira Saitō (斎藤 信). À l'âge de 15 ans, il est adopté par Torii Kiyotada IV, septième dirigeant de l'école Torii. Il y apprend la spécialité de l'école, le portrait d'acteurs de kabuki, sous les tutorats successifs de Kobori Tomone, jusqu'en 1918, et de Kiyokata Kaburagi.
Sa production d'estampes se concentre sur les années 1927-1933. En 1930, son dessin Cheveux du matin, tiré à cent exemplaires, est jugé scandaleux par les autorités, et les trente copies restantes sont retirées de la vente et détruites.
Kotondo succède à Torii Kiyotada IV à la tête de l'école à la mort de celui-ci en 1941, prenant alors le pseudonyme de Torii Kiyotada V. Il enseigne à l'université de Tokyo de 1966 à 1972, et meurt en 1976.
Ses œuvres, moyennement prisées de son vivant, ont depuis acquis une grande valeur.

Œuvres de Torii Kotondo
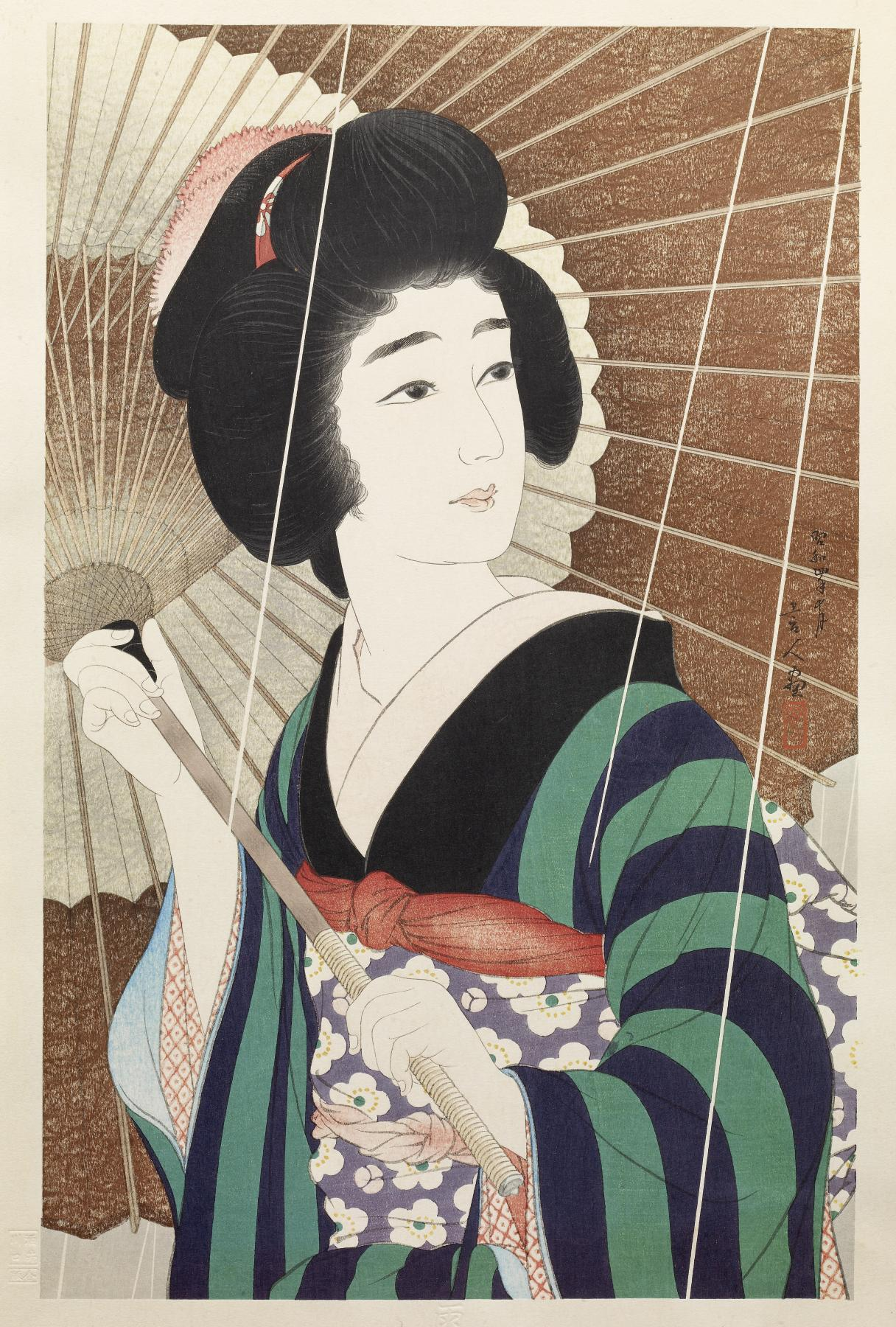
Pluie
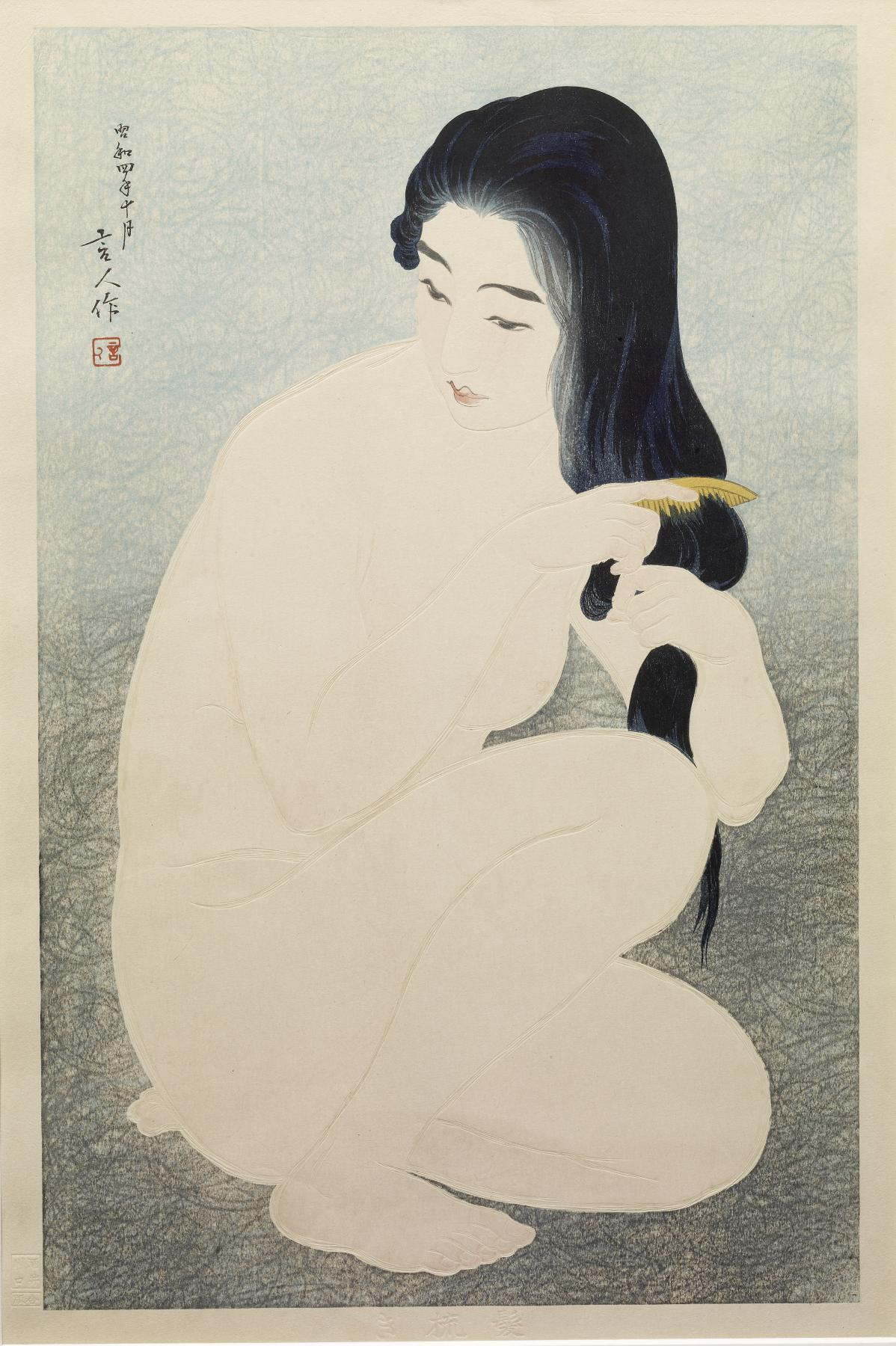
Kamisuki (peignant ses cheveux)
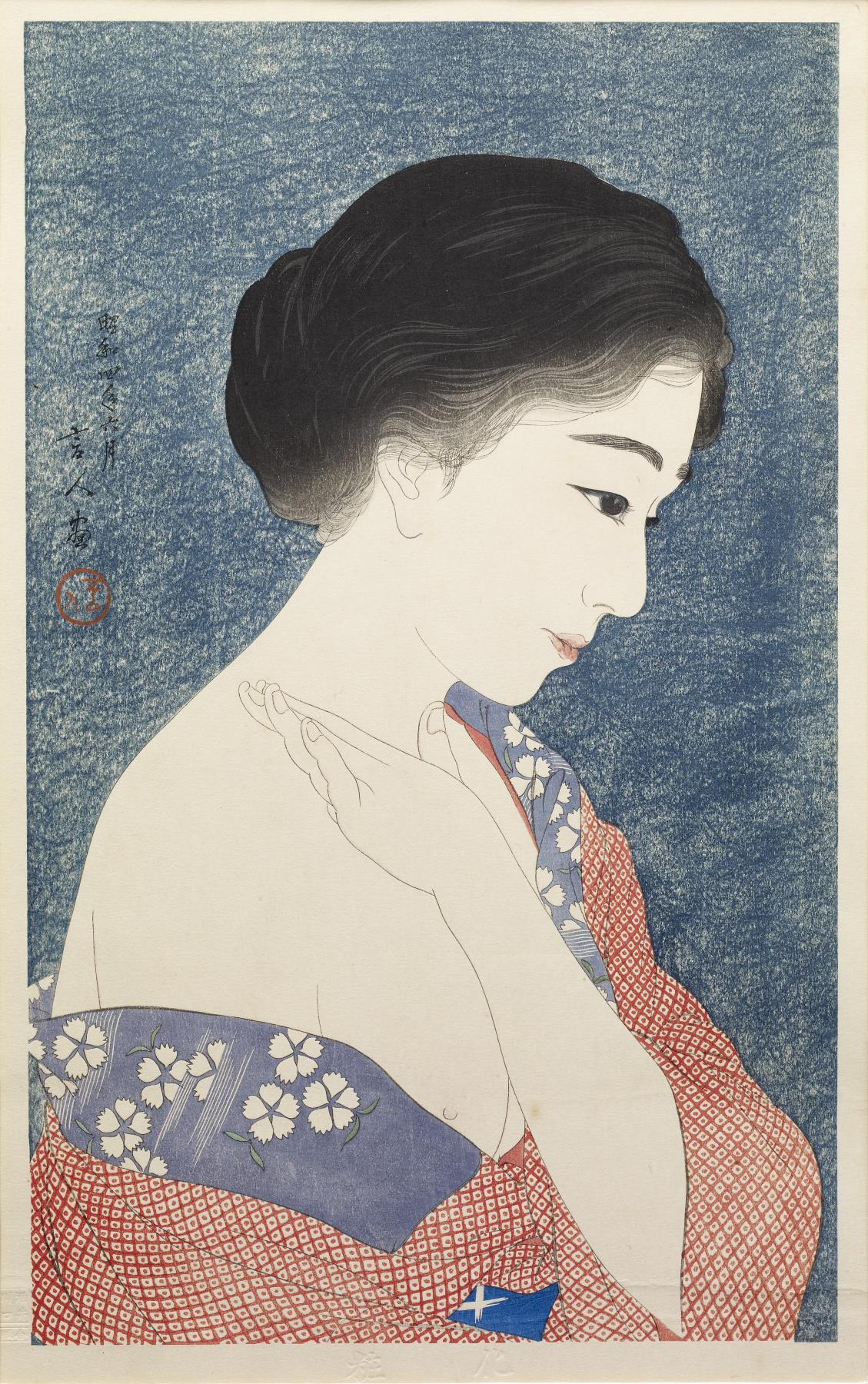
Maquillage
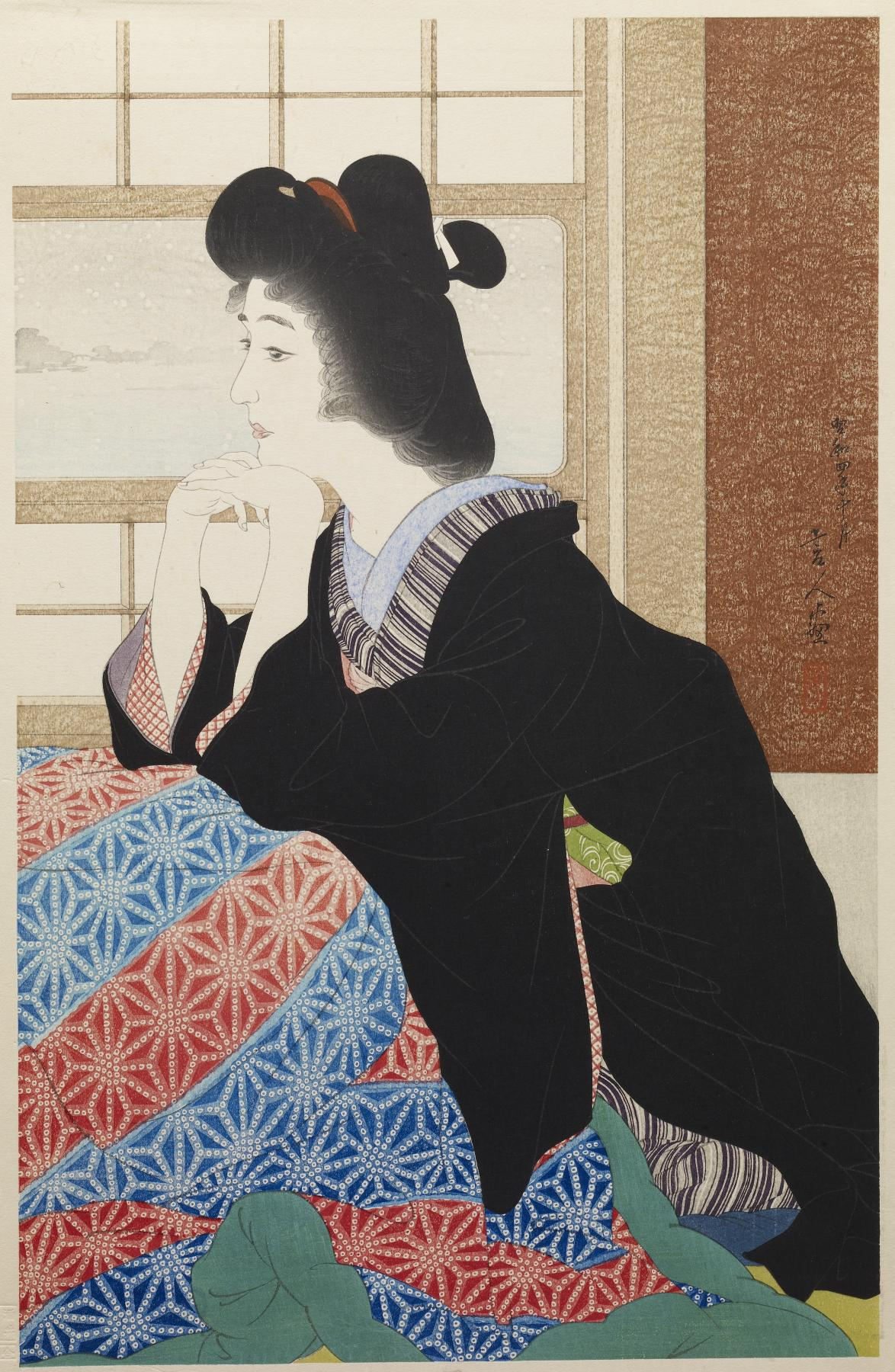
Neige